# Трипольская ТЭС
Трипо́льская тепловая электрическая станция (укр. Трипільська теплова електрична станція) — самая мощная электростанция в Киевской области. Киевская область относится к энергонасыщенным районам. На её территории размещены энергогенерирующие предприятия общей мощностью 3600 МВт, из которых установленная мощность Трипольской ТЭС составляет около 57 %. Поэтому энергогенерирующее предприятие является крупнейшим поставщиком электроэнергии в Киевскую, Черкасскую и Житомирскую области. Предприятие занимает площадь 281,3 га. расположенный в Обуховском районе.
11 апреля 2024 года разрушена в результате российского ракетного удара.

## Географическое положение
Трипольская ТЭС расположена на Днепровском побережье в 13 км южнее Киева, вблизи села Триполье. Городом-спутником Трипольской ТЭС является город Украинка с населением около 16 000 человек.

## История
В строительстве станции принимали участие тресты «Южтеплоэнергомонтаж», «Гидроэлектромонтаж», «Гидромеханизация», «Югозаптрансстрой» и многие другие.
Большую работу по анализу проекта, пуску и наладке оборудования выполнило предприятие «ЛьвовОРГРЭС»
Строительство электростанции велось прогрессивным поточно-скоростным методом. Этот метод позволил значительно сократить сроки сооружения электростанции.
- В январе 1962 года Постановлением Совета Министров УССР был утверждена площадка для строительства электростанции.
- 1963 — проектирование и начало строительства Трипольской ТЭС.
- 2 апреля 1967 — начало строительство основных сооружений станции. Станция сооружалась в две очереди. Сначала были установлены двухкорпусные котлоагрегаты, работающие на твердом топливе и природном газе, во вторую очередь — однокорпусные газомазутные котлоагрегаты.
- 17 декабря 1969 г. — принят в промышленную эксплуатацию первый энергоблок ТЭС.
- 4 апреля 1970 года был введен в эксплуатацию 2-й энергоблок мощностью 300 тыс. квт[3], 11 октября 1970 года был введен в эксплуатацию 3-й энергоблок ГРЭС (мощностью 300 тыс. квт)[4]. 14 декабря 1970 года был введен в эксплуатацию 4-й энергоблок ГРЭС (после чего сооружение 1-й очереди станции мощностью 1200 тыс. квт было завершено)[5]
- В сентябре 1972 года — в эксплуатацию введён последний шестой энергоблок. Мощность Трипольской ТЭС достигла проектной величины 1800 МВт.
- 1973 год — завершено строительство подводного газопровода. Трипольская ТЭС получила возможность использовать природный газ.
- В 1995 году Трипольская ТЭС вошла в состав созданного Государственного предприятия «Центрэнерго».
- 2000 год — реализованы технические решения, обеспечивающие сжигание низкосортных углей с Qнр = 3000 ккал / кг.
- 2017 год — приостановлена работа станции[источник не указан 487 дней].

## Современное состояние
Трипольская ТЭС имеет 4 пылеугольных и 2 газомазутных блока мощностью по 300 МВт каждый. Шесть турбин и генераторов общей номинальной мощностью 1800 МВт. Трансформаторы типа — ТДЦ-400000/330.
Топливное хозяйство имеет открытое хранилище угля вместимостью 1 млн т и обслуживается двумя портальными кранами и бульдозерами .
Основным топливом служит донецкий антрацитовый штыб, поступающий по железной дороге и по реке к причалу станции.
Станция подключена к газово-транспортной системе Украины. Топливное хозяйство также включает мазутное хранилище.
Предприятие ежегодно реализует энергии на сумму около 2 млрд грн. Проводит текущие, средние и капитальные ремонты энергоблоков. В 2010 году с 17 июня по 29 октября был проведен капитальный ремонт второго энергоблока.
Техническое перевооружение второго энергоблока позволит использовать для его работы исключительно уголь — без использования газа с увеличением мощности энергоблока с 300 МВт до 325 МВт и продлением срока его эксплуатации на 15-20 лет.
После вывода из эксплуатации Чернобыльской АЭС, Трипольская ТЭС с установленной мощностью 1800 МВт является крупнейшим энергогенерирующим объектом на территории Киевской области. Другими источниками электроэнергии в регионе: Киевская ТЭЦ-5 (укр.) и Киевская ТЭЦ-6 (укр.) мощностью 700 МВт и 500 МВт соответственно, и Дарницкая ТЭЦ установленной мощностью 160 МВт, расположенные в Киеве. Электростанция построена в две очереди. Первая очередь — 4 дубль-блока мощностью по 300 МВт. В состав энергоблока входят двухкорпусные прямоток паровые котлы ТПП-210А, паровые турбины К-300-240, генераторы ТГВ-300 и трансформаторы ТДЦ-400000/330.
Вторая очередь — два моноблока мощностью по 300 МВт с однокорпусными котлами ТГМП-314, турбинами К-300-240-2, генераторами и трансформаторами, аналогичными установленным на первой очереди. Главный корпус построен по универсальному проекту пылеугольной ТЭС с энергоблоками мощностью 300 МВт каждый. Основным топливом является донецкий антрацитовый штыб, поступающего по железной дороге. Резервное топливо и топливо подсветки — газ, мазут.
К газовому хозяйству принадлежат два газораспределительных пункта мощность 320 тыс. м³/ч каждый. Система технического водоснабжения — прямоточная, с забором воды из Каневского водохранилища. В её состав входят две насосные станции. Водоподготовка на ТЭС обеспечивает приготовление 250 т/ч обессоленной воды ионообменным способом для прямоточных котлов.
С начала эксплуатации Трипольская ТЭС выработала более 350 млрд кВт ч. электроэнергии и 5,5 млн Гкал тепла.
ТЭС постоянно ведет работу по использованию вторичного сырья — золошлаков на нужды народного хозяйства для подсыпки автодорог, изготовление строительных материалов. Трипольская ТЭС зарекомендовала себя одной из самых надежных и экономичных станций Украины.
На Трипольской ТЭС существует потребность в дальнейшей реконструкции оборудования. ПАО «Центрэнерго» реализует проект реконструкции пылеугольного энергоблока № 2 Трипольской ТЭС. Целью реконструкции является повышение показателей его эффективности, надежности, безопасности, продления срока службы оборудования, а также снижение выбросов вредных веществ до уровня европейских стандартов.

## Уничтожение
11 апреля 2024 года «Центрэнерго» сообщило о полном уничтожении ТЭС в результате российского удара в ночь на 11 апреля, отмечая, что в результате атаки произошёл масштабный пожар в турбинном цехе.